# Aldouane (district de services locaux)
Pour les articles homonymes, voir Aldouane.
L'Aldouane est un village du Nouveau-Brunswick, dans le comté de Kent. Dans le cadre de la réforme de la gouvernance locale du 1er janvier 2023, le DSL a été annexé à la nouvelle ville de Beaurivage.

## Toponyme
Aldouane est nommé d'après la rivière Saint-Charles. Le nom de cette dernière en langue micmaque était Sgapagnetj, qui fut changé plus tard en Ardwine, un nom d'origine anglaise. En 1812, Plessis écrit Cardouane. La forme Aldouane apparaît pour la première fois en 1842. Aldouane comprend les hameaux de Grande-Aldouane et de Petit-Aldouane, de même origine.

## Géographie

### Situation
L'Aldouane est situé à environ 85 kilomètres de route au nord de Moncton. Le village à une superficie de 10,01 km2.
La rivière Saint-Charles passe au nord du village, où elle conflue avec la rivière au Masquis, le Barachois et la Petite Rivière Aldouane pour former la Branche Nord-Ouest, qui longe ensuite le village à l'est avant de confluer avec la rivière Richibouctou un peu plus loin et de se déverser dans le détroit de Northumberland à 5 kilomètres à l'est du village. L'Aldouane est séparé du détroit successivement par la Branche Nord-Ouest, la Terre Noire, la baie de Saint-Louis et la dune Nord-Est de Richibouctou. L'Aldouane est bordé au sud par la plaine de Saint-Charles. Le village comprend deux principaux quartiers, la Grande-Aldouane au nord et la Petite-Aldouane au sud.
L'Aldouane est limitrophe de Richibouctou au sud et de Saint-Charles sur les autres côtés. Chemin-Canisto est situé à quelques centaines de mètres au nord.
L'Aldouane est généralement considérée comme faisant partie de l'Acadie.

### Géologie
Le sous-sol de l'Aldouane est composé principalement de roches sédimentaires du groupe de Pictou datant du Pennsylvanien (entre 300 et 311 millions d'années).

### Hameaux et lieux-dits
Le village comprend les hameaux de Grande-Aldouane et de Petite-Aldouane. Le DSL ne doit pas être confondu avec le hameau d'Aldouane, situé à 16 kilomètres de route à l'ouest.
Petite-Aldouane fut autrefois connu sous le nom anglais de Little Aldouane. La localité de Marquant a été regroupée à Petite-Aldouane. Son nom rendait hommage à Thomas Lemarquant, l'un des premiers enseignants.
Légalement, Aldouane est situé dans le territoire de la paroisse civile de Saint-Charles, mais est administré séparément en tant que DSL.

## Histoire
Royaume d'Angleterre (1690-1692)

 Royaume de France (1692-1763)

 Royaume de Grande-Bretagne (1763-1801)

 Royaume-Uni de Grande-Bretagne et d'Irlande (1801-1867)

Aldouane est situé dans le territoire historique des Micmacs, plus précisément dans le district de Sigenigteoag, qui comprend l'actuel côte Est du Nouveau-Brunswick, jusqu'à la baie de Fundy.
En 1682, Louis Damours de Chauffours achète trois arpents de terre probablement à Cap-de-Richibouctou et y construit un fort en pieux. Une seigneurie lui est concédée au même endroit en 1684. En 1755, au début de la Déportation des Acadiens, Richibouctou compte déjà quarante maisons et il y en a aussi quelques-unes à Aldouane. Aldouane est colonisé par des Acadiens déportés en 1790,. La mission catholique Saint-Charles-Boromée est établie à Petite-Aldouane en 1792. La paroisse Saint-Charles-Boromée y est érigée en 1800 et une église y est construite en 1821. C'est à partir d'Aldouane que sont colonisés les autres villages de la paroisse civile de Saint-Louis.
En 1825, le territoire est touché par les Grands feux de la Miramichi, qui dévastent entre 10 000 km2 et 20 000 km2 dans le centre et le nord-est de la province et tuent en tout plus de 280 personnes,.
En 1861, l'église de Petite-Aldouane est abandonnée et on sépare la paroisse en deux, avec une église à Saint-Charles et une autre à Richibouctou.
La date de fondation de Petite-Aldouane n'est pas connue mais son bureau de poste est inauguré en 1901. Le bureau de poste de Grande-Aldouane ouvre ses portes en 1913. La première date recensée pour Marquant est celle de l'ouverture de son bureau de poste en 1929. Celui-ci ferme toutefois ses portes en 1949, suivi des bureaux de postes de Grande-Aldouane en 1954 et de Petite-Aldouane en 1962.

## Démographie
| 2001 | 2006 | 2011 | 2016 |
| ---- | ---- | ---- | ---- |
| 868  | 964  | 868  | 895  |

## Administration

### Comité consultatif
En tant que district de services locaux, Aldouane est administré directement par le Ministère des Gouvernements locaux du Nouveau-Brunswick, secondé par un comité consultatif élu composé de cinq membres dont un président.

### Commission de services régionaux
Aldouane fait partie de la Région 6, une commission de services régionaux (CSR) devant commencer officiellement ses activités le 1er janvier 2013. Contrairement aux municipalités, les DSL sont représentés au conseil par un nombre de représentants proportionnel à leur population et leur assiette fiscale. Ces représentants sont élus par les présidents des DSL mais sont nommés par le gouvernement s'il n'y a pas assez de présidents en fonction. Les services obligatoirement offerts par les CSR sont l'aménagement régional, l'aménagement local dans le cas des DSL, la gestion des déchets solides, la planification des mesures d'urgence ainsi que la collaboration en matière de services de police, la planification et le partage des coûts des infrastructures régionales de sport, de loisirs et de culture; d'autres services pourraient s'ajouter à cette liste.

### Représentation et tendances politiques
Nouveau-Brunswick: Aldouane fait partie de la circonscription provinciale de Rogersville-Kouchibouguac, qui est représentée à l'Assemblée législative du Nouveau-Brunswick par Bertrand LeBlanc, du Parti libéral. Il fut élu en 2010.
 Canada: Aldouane fait partie de la circonscription fédérale de Beauséjour. Cette circonscription est représentée à la Chambre des communes du Canada par Dominic LeBlanc, du Parti libéral.

## Économie
Entreprise Kent, membre du Réseau Entreprise, a la responsabilité du développement économique.

## Vivre à l'Aldouane
Le bureau de poste et le détachement de la Gendarmerie royale du Canada les plus proches sont situés à Richibouctou.
Les francophones bénéficient du quotidien L'Acadie nouvelle, publié à Caraquet, ainsi que de l'hebdomadaire L'Étoile, de Dieppe. Les anglophones bénéficient quant à eux des quotidiens Telegraph-Journal, publié à Saint-Jean et Times & Transcript, de Moncton.

## Culture
La pêche sur glace à l'éperlan est pratiquée sur la rivière Saint-Charles.